# Castillo de San Miguel (Garachico)
El Castillo de San Miguel es una torre defensiva que se localiza en la costa del municipio de Garachico, en la isla de Tenerife (Canarias, España).

## Historia
En el siglo XVI la villa de Garachico era la población con más actividad comercial de la isla de Tenerife y, por ello, su puerto el más utilizado, por lo que necesitaba protección contra posibles ataques por mar. 
Según señala el historiador Antonio Rumeu de Armas, aunque no se conoce la fecha exacta de los inicios de la obra de lo que sería el Castillo de San Miguel, el primer baluarte de esta edificación ya existiría en 1552.
En 1553 la ciudad de Santa Cruz de la Palma sufrió el ataque del corsario francés François Le Clerc, conocido como "Pie de palo", que previamente había pasado por Garachico, aunque sin consecuencias. La capital palmera fue saqueada e incendiada, suceso que tuvo un gran impacto en la población de las islas. A raíz de este acontecimiento creció el temor a los ataques de la piratería y el Cabildo de Tenerife inició una serie de gestiones ante la Corona para poder continuar y ampliar las obras de la fortificación, aunque sin mucho éxito. No sería hasta el año 1575, durante el reinado de Felipe II, cuando se concedió la Real Cédula que contenía la Instrucción, redactada por el capitán general de Artillería don Francés de Alava, que autorizaba la construcción de una fortaleza mayor y mejor equipada.
Le correspondió la realización de estas ampliaciones al corregidor Fabián Viña Negrón, que sufragó parte de las obras y consiguió a cambio la alcaidía vitalicia de la fortaleza, así como el derecho de herencia para sus sucesores. Aun así, ya antes de la muerte de este empezaron los pleitos entre algunos de sus familiares por conseguir el cargo de alcaide.
Esta situación se dilató durante unos años en los que, aún con estos problemas de gobierno, se continuaron las obras y la dotación de armamento de la torre: si en 1552 sólo contaba con "una pieza de artillería", nos encontramos con que en 1589 ya se contabilizan "siete piezas de artillería de hierro...cinco piezas de hierro colado y tres cañones de campaña..."
Es en 1587 cuando se consideran terminadas las sucesivas obras y se puede decir que, con excepción de algunas pequeñas reformas, la edificación tiene ya el aspecto que conserva hoy en día.

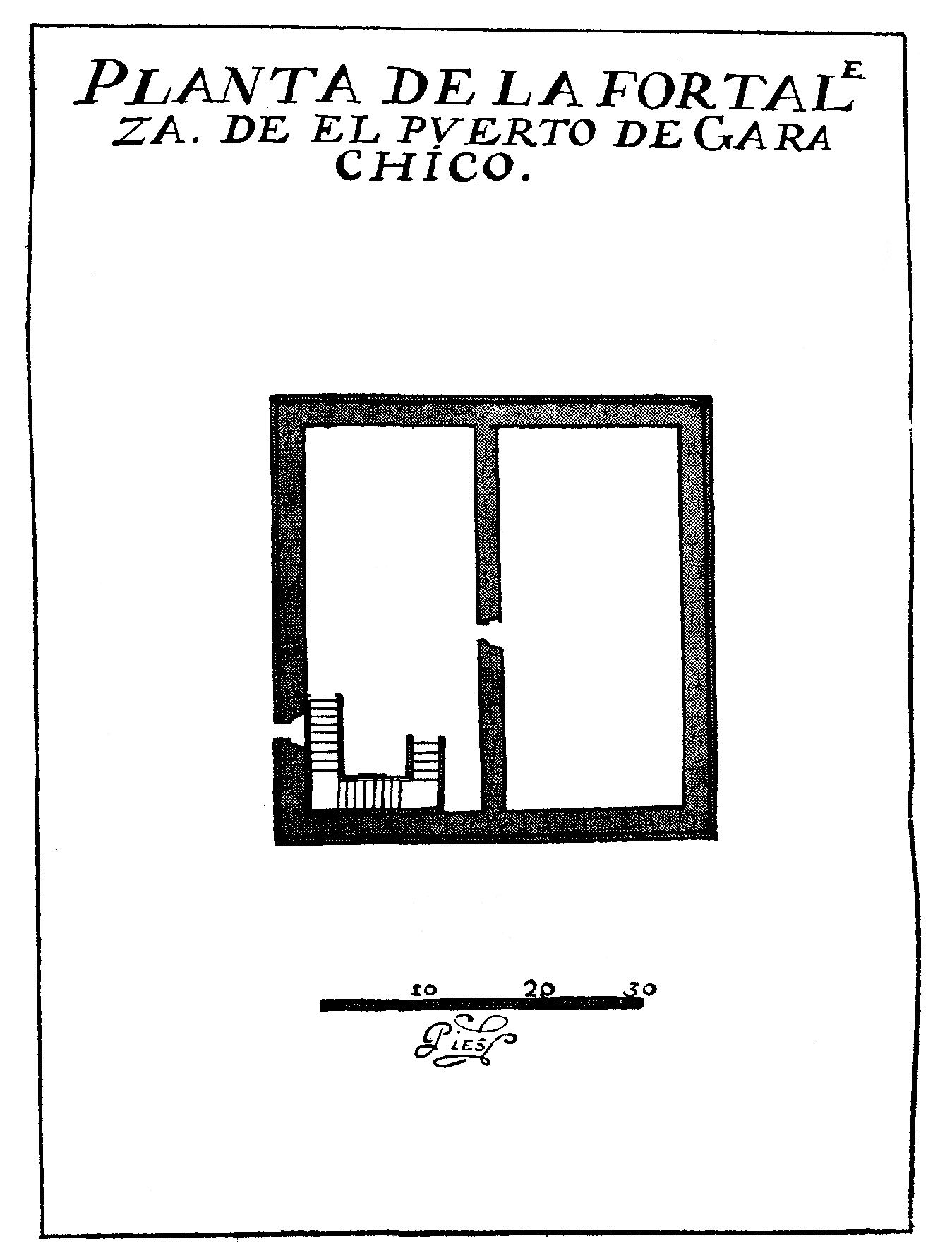
Planta de la torre del Puerto de Garachico 1686

"Su planta era cuadrada en absoluto, de cerca de 50 pies de lado, abriéndose la única puerta de entrada en la parte sur de la torre, frente a éste cuyo muro o pretil almenado remataban dos garitones.  En su interior se abrían dos espaciosos aposentos, cubiertos en su casi totalidad con bóvedas de medio cañón, arrancando del primero una escalera que conducía a la plataforma y contando el segundo con cocina y otras dependencias. Sobre el embovedado se extendía la plataforma o plaza de armas, donde jugaba la artillería en tiempo de guerra..."
En 1706 la erupción del volcán de Garachico o Arenas Negras sepultó parte de la población y la rada cuya entrada custodiaba el castillo, y, aunque este no sufrió daños, perdió su función defensiva al desaparecer el puerto y perder su importancia la villa ligada a él.

## Actualidad
La fortaleza de San Miguel es de propiedad municipal y actualmente constituye un Centro de Información Patrimonial dependiente de la Red de Museos del Cabildo de Tenerife. Se encuentra protegido como bien de interés cultural, con la categoría de monumento, desde 1985
y se declaró la delimitación de su entorno de protección en 1999.
|                                       |
| Ubicación del Castillo de San Miguel. |

|                       |
| Fachada del castillo. |

|         |
| Azotea. |

|          |
| Letrina. |

|         |
| Garita. |